# Jean Renoir
Jean Renoir (15 de setembre de 1894 - 12 de febrer de 1979) va ser un director de cinema, guionista i actor francès. Com a director de cinema i actor, va realitzar més de quaranta pel·lícules des del cinema mut fins a finals de la dècada del 1960. Les seves pel·lícules La Grande Illusion (1937) i La Règle du jeu (1939) són citades sovint per la crítica entre les millors pel·lícules que s'han fet mai. Són obres clau dins del desenvolupament de la història del cinema francès entre 1930 i 1950, abans que s'iniciés a França la Nouvelle vague. La influència sobre el cinema de François Truffaut és especialment notable. Renoir va ser classificat per l'enquesta de crítics Sight & Sound de BFI l'any 2002 com el quart millor director de tots els temps. Entre els nombrosos honors acumulats durant la seva vida, va rebre un premi de l'Acadèmia a la seva trajectòria el 1975 per la seva contribució a la indústria del cinema. Renoir era fill del famós pintor impressionista Pierre-Auguste Renoir i oncle del director de fotografia Claude Renoir. Va ser un dels primers cineastes a ser conegut com a autor.

## Biografia
Després d'uns estudis mediocres, Jean Renoir s'allista en el cos de dragons el 1912. Soldat durant la Primera Guerra Mundial, servirà en l'aviació a partir de 1916. Patix una ferida en la cama que el farà coixejar tota la vida.
A diferència d'altres cineastes, no va iniciar-se en la direcció de pel·lícules fins 1924. La seva inspiració procedia de pel·lícules de Hollywood, però van ser els films Esposes frívoles (Erich von Stroheim, 1921) i Le brasier ardent (Mosjoukine) les que van ser determinants en la seua futura carrera com a cineasta.
El 1920, es va casar amb una de les models de son pare, Andrée Heuchling, i va obrir un taller ceràmic.
El seu primer llargmetratge, La Fille de l'eau (1924), és una faula bucòlica amb estètica impressionista, en el qual participen la seua jove esposa, que havia adoptat el pseudònim de Catherine Hessling, i el seu germà major, Pierre Renoir. Es tractava, com la majoria de les seves primeres pel·lícules, d'una expressió d'admiració pel personatge principal – la seva dona. Marcant una tendència que duraria al llarg de la sva vida, Renoir supeditava la narració a la creació de personatges, en aquest cas la seva dona.
La tèbia acollida que es dispensa a la pel·lícula no desanima el cineasta, que poc després s'aventurarà en una costosa producció, Cançó de bressol, basada en la novel·la homònima de Émile Zola, el 1926. Per a finançar-la vendrà uns quants dels llenços de son pare que havia heretat. Més avant es llançarà a una sèrie de pel·lícules d'inspiració diversa (La Petite Marchande d'allumettes, basada en el relat de Hans-Christian-Hans-Christian Andersen, 1928; Tire-au-flanc, comèdia militar, 1928; On purge Bebé, basat en Georges Feydeau, 1931) que no sempre van convèncer el públic.

### El període realista
La Berganta (1931) marca un canvi en l'obra de Jean Renoir. És una de les primeres pel·lícules sonores, adaptada partint d'una novel·la de Georges de La Fouchardière; La Berganta va donar a Michel Simon un dels seus millors papers, el d'un petitburgués zelós, assassí i desmanotat.
Després de La Nuit du carrefour (basada en Georges Simenon, 1932), en la qual Pierre Renoir interpretava al comissari Maigret, el director dirigirà una sèrie impressionista d'obres mestres: Boudou salvat de les aigües (una altra vegada amb Michel Simon, 1932), El crim de Monsieur Lange (amb Jules Berry, 1935), Una partida de camp (1936) en la qual el seu nebot Claude Renoir és l'autor de la fotografia, i Els baixos fons (amb Louis Jouvet, 1936). Buscant inspiració en les novel·les de Gorki o en els relats de Maupassant, Jean Renoir demostra un agut sentit de la realitat, que posa al servei d'un autèntic naturalisme poètic.

### El compromís polític

Gabrielle i Jean (Jean Renoir infant amb la seva dida Gabrielle Renard, obra de Pierre-Auguste Renoir, 1895)

A poc a poc anirà buscant la col·laboració de Jacques Prévert i Roger Blin, que donen a la seua producció una dimensió obertament política, marcades per les idees del Frente Popular: La vie est à nous, (1936), El crim de Monsieur Lange, La Marsellesa, (1938). Aquesta tendència obrirà el camí al neorealisme italià. Abans de la Segona Guerra Mundial, Jean Renoir tracta de promoure un missatge de pau amb La gran il·lusió (1937), en la qual participen (en un homenatge) son pare espiritual Erich von Stroheim i Jean Gabin. En La bèstia humana (1938), tracta de posar davant de la pantalla els compromisos socials de l'època. En la seua obra mestra, La Règle du jeu (1939), preveu l'afonament dels valors humanistes i traça un quadro sense cap condescendència sobre els costums de la societat francesa.

### L'etapa estatunidenca

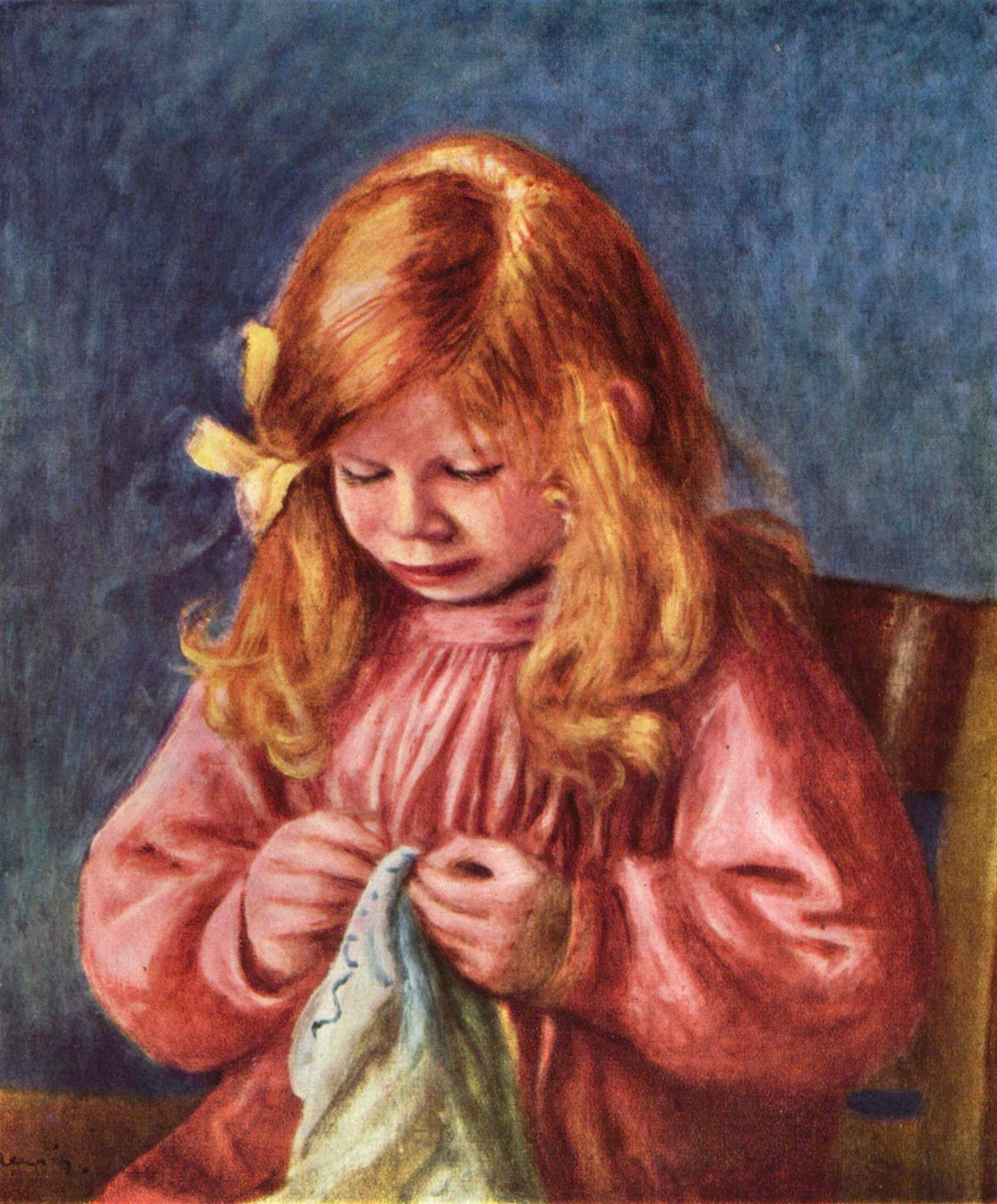
Jean Renoir Sewing, d’Auguste Renoir, vers 1899, Institut d'Art de Chicago.

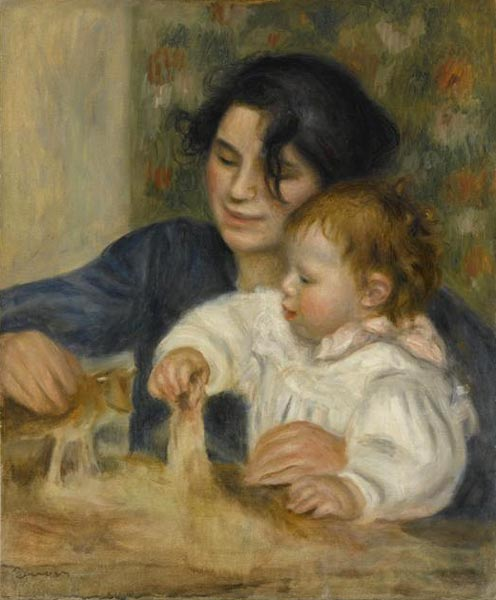
Gabrielle Renard i Jean, pintat per Auguste Renoir (1895-1896).

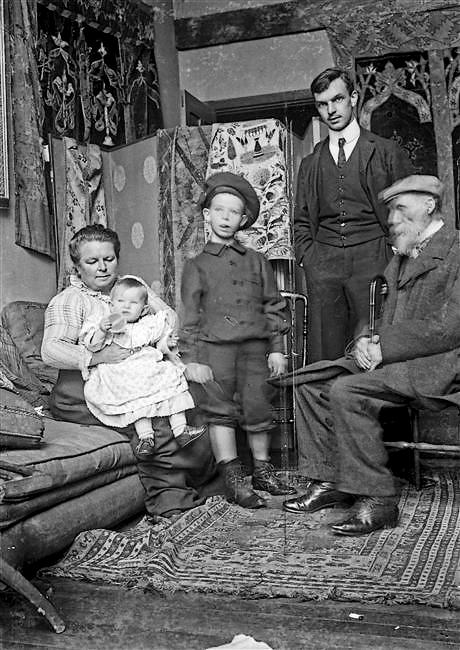
La família d'Auguste Renoir (73, rue Caulaincourt, París) cap a 1902-1903: Auguste Renoir, la seva dona Aline Charigot sostenint Claude, Jean (amb boina) i Pierre.

Exiliat en els Estats Units el 1940 (deixarà inconclusa una adaptació de Tosca de Victorien Sardou, que al final rodarà Carl Koch), Jean Renoir adquirix la nacionalitat estatunidenca. Encara que s'adapta difícilment a l'univers de Hollywood, dirigix a pesar de tot algunes pel·lícules per encàrrec, en especial pel·lícules de propaganda, com Aquesta terra és meva, amb Charles Laughton el 1943 o Salute to France 1944 i adaptacions literàries (Memòries d'una donzella, basat en Octave Mirbeau, 1946), abans de viatjar a l'Índia per a rodar El riu (The River, 1951), pel·lícula en color, contemplativa i serena, amb un humanisme a vegades desencantat. Aquesta pel·lícula desenvoluparà una important influència en el mateix cine de l'Índia.

### Les seues últimes pel·lícules
De tornada a Europa a principis dels anys 1950, Jean Renoir encara rodarà Li Carrosse d'or (basat en Prosper Mérimée, 1952), French Cancan (amb Jean Gabin i Françoise Arnoul, 1955), Elena i els hòmens (amb Ingrid Bergman i Jean Marais, 1956) i Li Caporal épinglé (basat en Jacques Perret, 1962).
En trobar-se cada vegada amb més grans dificultats per a produir la seua pel·lícules, es dedica a la televisió (Li Petit Théâtre de Jean Renoir, 1969-1971) i es dedica amb major interés a l'escriptura: publica un llibre sobre son pare, Renoir, mon pare (1962), la seua autobiografia, La meua vida i les meues pel·lícules (1974), un assaig (Escrits 1926-1971, 1974), algunes obres de teatre (Orvet, 1955) així com diverses novel·les (Els Quaderns del capità Georges, 1966; El crim de l'anglés, 1979).
El 1970, es retira i se'n va a viure a Beverly Hills, on mor el 1979.

## Filmografia

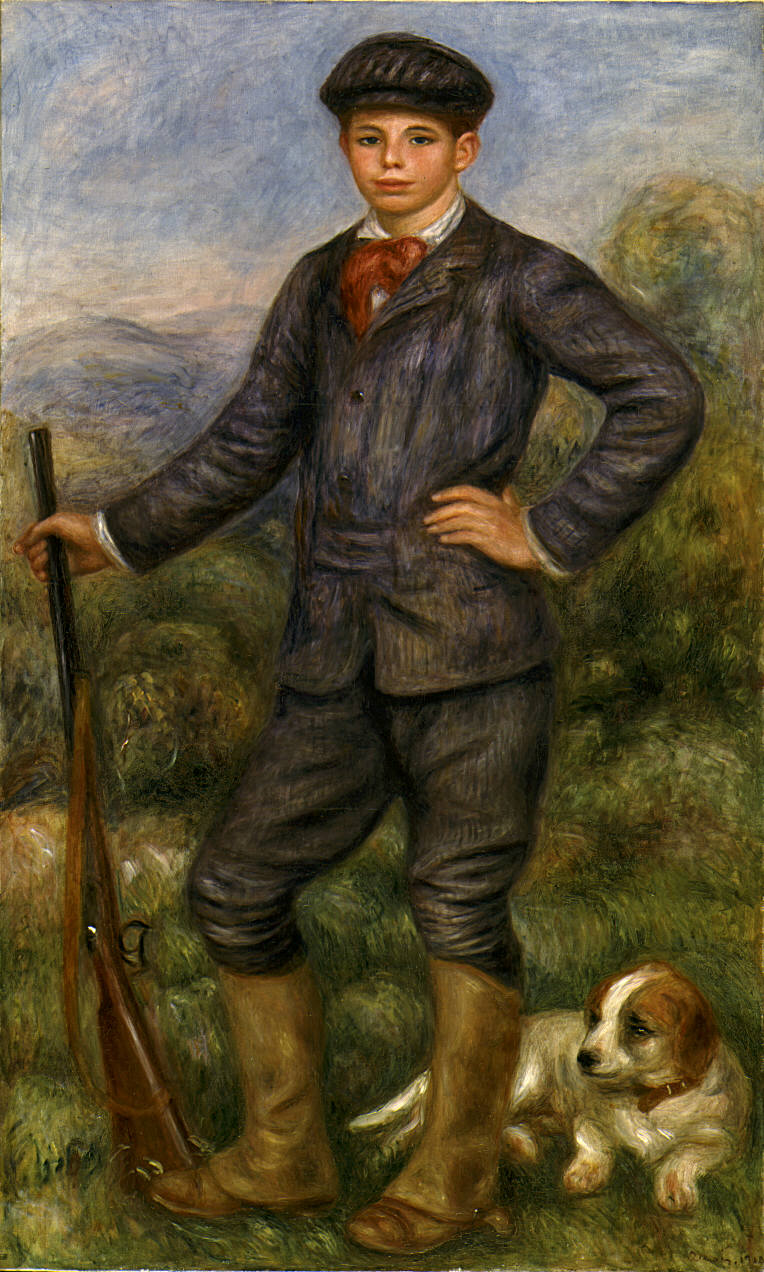
Jean Renoir com a caçador d’Auguste Renoir, 1910, Museu d'Art del Comtat de Los Angeles.

### Director
- 1924: Catherine (únicament projectat en privat)
- 1925: La Fille de l'eau
- 1926: Nana
- 1927: Sur un air de charleston
- 1927: Une vie sans joie
- 1927: Marquitta
- 1928: La Petite Marchande d'allumettes
- 1928: Tire-au-flanc
- 1928: Le Tournoi dans la cité
- 1929: Le Bled
- 1931: On purge bébé
- 1931: La Chienne
- 1932: La Nuit du carrefour
- 1932: Boudu sauvé des eaux
- 1932: Chotard et Cie
- 1933: Madame Bovary
- 1935: Toni
- 1936: Le Crime de monsieur Lange
- 1936: Partie de campagne
- 1936: La vie est à nous[9]
- 1936: Les Bas-fonds
- 1937: La Grande Illusion
- 1938: La Marseillaise
- 1938: La Bête humaine
- 1939: La Règle du jeu
- 1941: L'Étang tragique
- 1943: Vivre libre
- 1945: L'Homme du Sud
- 1946: Le Journal d'une femme de chambre
- 1946: Salut à la France
- 1947: La Femme sur la plage
- 1951: Le Fleuve
- 1953: Le Carrosse d'or
- 1955: French Cancan
- 1956: Elena et les Hommes
- 1959: Le Testament du docteur Cordelier
- 1959: Le Déjeuner sur l'herbe
- 1962: Le Caporal épinglé
- 1971: Le Petit Théâtre de Jean Renoir

### Actor o locutor
- 1924: Katherine: el subprefecte
- 1930: Die Jagd nach dem Glück de Rochus Gliese: Robert
- 1936: Partie de campagne: Pare Poulain
- 1936: La vida és nostra: el propietari del bistrot
- 1938: La bèstia humana: Cabuche
- 1939: La Règle du jeu: Octava
- 1959: El testament del doctor Cordelier: ell mateix com a presentador
- 1971: Petit Teatre de Jean Renoir: ell mateix com a presentador

## Teatre

### Escenificació
- 1954: Representació única de Juli Cèsar de William Shakespeare a les arenes d'Arles,[10] decoracions realitzades pel pintor Guy Renne.[11]
- 1955: Orvet de Jean Renoir, Teatre del Renaixement

### Adaptació
- 1957: Le Grand Couteau de Clifford Odets, dirigit per Jean Serge, teatre Bouffes-Parisiens, estrenat el 4 octubre 1957

## Publicacions
- Orvet, obra en tres actes, París, Gallimard, 1955
- Renoir, biografia, París, Hachette, 1962; reedició sota el títol Pierre-Auguste Renoir, el meu pare, Gallimard, col·lecció Folio, 1981ISBN 9782070372928 (Premi Charles-Blanc de l'Acadèmia Francesa el 1963)[12]
- Els quaderns del capità Georges, París, Gallimard, 1966
- La meva vida i les meves pel·lícules, París, Flammarion, 1974; edició revisada i corregida: La meva vida i les meves pel·lícules, París, Flammarion, col·lecció “ Camps » n 501, 2005ISBN 2-08-081501-6
- Escrits 1926-1971, París, Pierre Belfond, 1974
- Carola, obra en tres actes, L'Avant-Scène Théâtre no 597; emès per la televisió estatunidenca 6
- The Heart at Ease, París, Flammarion, 1978
- Julienne i el seu amor seguit de En avant Rosalie, París, Henri Veyrier, 1978
- El crim de l'anglès, París, Flammarion, 1979
- Genevieve, París, Flammarion, 1979
- Cartes d'Amèrica, París, Presses de la Renaissance, 1984

## Honors
- Passeig de la Fama de Hollywood: estrella inaugurada el 8 de febrer de 1960 al 6212 Hollywood Blvd
- Commandeur de la Légion d'honneur el 1977

### Premis
- 1936 Premi Louis-Delluc per Les Bas-fonds
- Festival de Cinema de Venècia 1937: premi a la millor aportació artística per La Grande Illusion
- Festival de Cinema de Venècia 1946: Premi Internacional de la Crítica per L'Homme du sud
- Festival de Cinema de Venècia 1961: premi internacional per a Le Fleuve
- Oscars 1975: Oscar honorífic

### Nominacions i seleccions
- Festival de Cinema de Venècia 1937: en competició per la Copa Mussolini per La Gran Il·lusió
- Festival de Cinema de Venècia 1939: en competició per la Copa Mussolini per La bèstia humana
- Oscars 1946: Oscar al millor director per The Man from the South
- Festival de Cinema de Venècia 1961: en competició pel Lleó d'Or per Le Fleuve
- Berlinale 1962: en competició per l'Ós d'Or per Le Corporal épinlé

### Homenatges
- Un carrer Jean-Renoir es va inaugurar l'any 1994 al barri de Bercy del 12 districte de París.
- Un col·legi porta el nom de Jean Renoir a Bourges.
- El Lycée Francès Jean-Renoir de Múnic.
- Diversos cinemes, per exemple a Ais de Provença i Lo Martegue.
- L'institut universitari Auguste i Jean Renoir porta el nom del director i del seu pare, a Angers
- Un carrer i una llar d'infants porten el nom de Jean Renoir a la ciutat de Noisy-le-Sec
- Un complex escolar (antic institut Frémin) porta el nom de Jean Renoir a Bondy